# Cazwell
Luke Caswell (Worcester, Massachusetts, EE.UU, 27 de junio de 1979), conocido como Cazwell, es un rapero y compositor estadounidense.  Conocido por sus letras explícitas y sus colaboraciones con Amanda Lepore. Su trabajo se centra en temas urbanos gais y bisexuales, su música y videos son emitidos por el canal LOGO.

## Carrera
Cazwell lanzó un álbum en 2006 llamado Get Into It. El primer sencillo, "All Over Your Face", fue prohibido en LOGO debido a su letra explícita e imágenes sexuales que aparecían en el video musical dirigido por Francis Legge y editado por Cayle Ryan Pietras. Cazwell es conocido por ser dj residente y pinchar en salas, incluyendo BoysRoom en Nueva York, e invitar a artistas como Ladyfag, Amanda Lepore, Dj Adam, Raquel Reed y su hermano Stephen Reed. 
Durante el verano de 2007, Cazwell fue parte de la gira True Colors Tour, que recorrió 15 ciudades en América del Norte. La gira, patrocinada por LOGO, fue organizada por la comediante Margaret Cho y encabezada por Cyndi Lauper y que incluía a Deborah Harry, Rufus Wainwright, The Dresden Dolls, Rosie O'Donnell, Indigo Girls, Stephen Reed y otros artistas invitados. Las ganancias de la gira fueron para las organizaciones de derechos LGBT, Human Rights Campaign, PFLAG y la Fundación Matthew Shepard. 
Recientemente en el sitio para compartir vídeos, YouTube, Cazwell aparece en un vídeo llamado "I Seen Beyonce at Burger King", con Jonny Makeup dirigido por Francis Legge. El sencillo fue lanzado en septiembre de 2008. 
En 2009 apareció en el episodio final de la RuPaul's Drag Race.
En 2011 lanza su nuevo sencillo Get my money back.

## Discografía

### Álbumes
- Get into It (2006)
- Watch My Mouth (2009)

### Sencillos
- All Over Your Face (2006)
- Watch My Mouth (2007)
- I Seen Beyonce (2008)
- That's me (con Colton Ford) (2008)
- Tonight (2009)
- Cotton candy (con Amanda Lepore)
- Ice Cream Truck (2010)
- Get my money Back (2011)
- Rice & Beans (2012)
- Guess What? (con Luciana Caporaso) (2013)
- Loose Wrists (2017)
- Ice Cream Truck 2020 (2020)
- He used to Gogo (2020)
- Damn, I Look good (2021)
- GOOEY (con Kylie Sonique Love) (2021)
- Obrigado (con Nubetía) (2022)